# 트리스트럼저드
트리스트럼저드(Tristram's jird, Meriones tristrami)는 쥐과 메리오네스속에 속하는 설치류의 일종이다. 중동 지역에서 서식하는 저빌이다. 종소명과 일반명은 표본을 처음 수집한 트리스트럼(Henry Baker Tristram) 신부의 이름에서 유래했다. 몸길이는 최대 155mm이고, 터키와 캅카스부터 이스라엘과 이란까지 지역의 스텝 지대와 준사막 지역에 굴을 파고 생활한다. 그리스 코스섬에서 발견된 기록은 이전의 소비에트 연방 바깥의 유럽에서 보고된 유일한 저빌에 대한 기록이다. 흔하게 널리 발견되기 때문에 멸종위협종으로 간주하지는 않는다.

## 특징
트리스트럼저드의 꼬리를 제외한 몸길이는 100~155mm이고, 두개골 길이는 약 32~40mm이다. 등 쪽 털은 진한 황갈색이고 옆구리는 누르스름한 오렌지색을 띠며 배 쪽은 희다. 뒷발의 발바닥은 밭뒤꿈치 부분에 털이 없고, 같은 지역에서 발견되는 다른 저드류보다 청각 돌기가 훨씬 작다. 꼬리는 두 가지 색을 띠며, 꼬리 길이의 약 1/4 정도는 뚜렷하지 않은 검은색 털 뭉치 형태로 끝난다.

## 분포 및 생태
트리스트럼저드는 서쪽의 터키부터 캅카스(아르메니아, 아제르바이잔)까지 그리고 남쪽으로 이라크와 시리아, 레바논, 이스라엘을 거쳐 요르단과 이란까지 분포한다. 그리스 코스섬에서도 발견되었지만 10년 이상 발견되지 않고 있다. 코스섬에서 발견된 기록은 저빌이 유럽 국가(이전의 소비에트 연방은 제외) 또는 지중해 동부 섬에서 발견된 유일한 기록이다. 그러나 화석 기록은 적어도 16만 년전에 레반트 남부 지역에서 서식했음을 보여준다. 준사막과 스텝 지대에서 생활하며, 연간 강수량이 최소 100mm되는 지역에 서식하는 것으로 추정된다. 다양한 식물의 씨앗과 잎을 먹고, 굴 속에서 생활하지만 굴 속에 먹이를 저장하지는 않는다.

## 분류학
트리스트럼저드는 1892년 토마스(Oldfield Thomas)가 처음 기술했다. 이스라엘 사해 지역에서 트리스트럼(Canon H. B. Tristram)이 수집한 모식 표본을 토대로 기재했으며, 종소명은 트리스트럼의 이름을 따서 지었다. 메리오네스속에 속하는 "팔라시오미스아속"(Pallasiomys)으로 분류하며, 쇼저드(Meriones shawi)에 포함시켜 분류하기도 한다. 트리스트럼저드에 속하는 많은 아종이 기술되었지만 이들 사이의 유전적 차이는 작으며, 세계의 포유류 종에서는 아종이 기술되어 있지 않다.

## 보전 상태
트리스트럼저드는 여러 보호 지역을 포함하여 지리적으로 널리 분포하고 심각한 멸종 위협 요소는 없다. 그래서 IUCN 적색 목록에서 "관심대상종"으로 분류하고 있다.